# باليرسدورف
باليرسدورف، هي بلدة في مقاطعة أوت رين في الألزاس في شمال شرقي فرنسا.